# 高集乡 (鹿邑县)
高集乡，是中华人民共和国河南省周口市鹿邑县下辖的一个乡镇级行政单位。

## 行政区划
高集乡下辖以下地区：
高集社区、马炉社区、王楼村、老君堂村、刘花村、崔庄村、党桥村、双堂村、香施堂村、王屯村、后柳河村、前柳河村、枣元村、解庄村、大宋村、李庄村、刘集村、均刘村、魏店村、大河村、丁河村、大冯村和许各村。